# Milk & Honey (gruppo musicale israeliano)
Milk & Honey è stato un gruppo musicale israeliano che vinse l'Eurovision Song Contest 1979 con Gali Atari.
Il gruppo era formato da Reuven Gvirtz, Yehuda Tamir, e Shmulik Bilu.
La canzone vincitrice dell'Eurofestival si intitolava Hallelujah.
Shmulik Bilu è morto il 31 dicembre 2023 all'ospedale Ichilov di Tel Aviv all'età di 71 anni.